# Білоус Любомир Дмитрович
Любоми́р Дми́трович Білоу́с (нар. 22 вересня 1995, Львів, Україна) — український футболіст, захисник.

## Життєпис
Вихованець львівського футболу. У чемпіонаті ДЮФЛУ захищав кольори львівських «Карпат», доки не підписав свій перший професіональний контракт зі львів'янами у 2012 році. Більшість матчів провів за юнацький та молодіжний склад «зелених левів».
У 2014 році на запрошення екс-гравця «Карпат» і легенди чернівецької «Буковини» Юрія Гія на правах оренди перейшов у чернівецьку «Буковину», де зміг закріпитися і стати ключовим гравцем команди. У матчі проти «Гірника-Спорт» отримав серйозну травму.
Улітку 2015 року на правах оренди перейшов до складу рівненського «Вереса», де виступав під керівництвом Олега Луткова. Після завершення першої частини сезону у зв'язку із закінченням орендної угоди припинив співпрацю з клубом. 
На початку 2016 року розірвав контракт із львівськими «Карпатами» та тривалий час перебував у статусі вільного агента, бо в той же час Любомир перебував на перегляді в клубі «Гірник-спорт», де через ушкодження яке він зазнав під час тренувальних зборів не зміг підписати контракт. У серпні 2016 року став гравцем стрийської «Скали», за яку виступав до завершення сезону 2016/17.
Наступний сезон – розпочав виступами за аматорський клуб «Демня», який був чиним фіналістом кубка України серед аматорів. На підставі чого разом із командою взяв участь у ряді кубкових поєдинків 2017/18 сезону.

### Цікаві факти
Відзначається великою витривалістю, швидкістю, працелюбністю, як на футбольному полі так і в тренувальному процесі. Непоступливий у єдиноборствах, добре грає двома ногами.

## Досягнення
- Срібний призер Другої ліги України (1): 2015/16
- Бронзовий призер Юнацької першості України (1): 2013/14

## Статистика
Станом на 10 червня 2017 року
| Клуб                | Ліга         | Сезон   | Чемпіонат | Чемпіонат | Кубок | Кубок | Дубль | Дубль |
| Клуб                | Ліга         | Сезон   | Ігри      | Голи      | Ігри  | Голи  | Ігри  | Голи  |
| ------------------- | ------------ | ------- | --------- | --------- | ----- | ----- | ----- | ----- |
| Карпати (Львів)     | Прем'єр-ліга | 2012/13 |           |           |       |       | 24    | 0     |
| Карпати (Львів)     | Прем'єр-ліга | 2013/14 |           |           |       |       | 15    | 1     |
| Карпати (Львів)     | Прем'єр-ліга | 2014/15 |           |           |       |       | 1     | 0     |
| Буковина (Чернівці) | Перша ліга   | 2014/15 | 12        | 0         | 1     | 0     |       |       |
| Верес (Рівне)       | Друга ліга   | 2015/16 | 12        | 0         |       |       |       |       |
| Скала (Стрий)       | Перша ліга   | 2016/17 | 16        | 0         |       |       |       |       |